# سن مارتینو آلفیری
سن مارتینو آلفیری (به ایتالیایی: San Martino Alfieri) یک کومونه در ایتالیا است که در استان آسته واقع شده‌است.

## خصوصیات
سن مارتینو آلفیری ۷٫۴ کیلومترمربع مساحت و ۷۲۶ نفر جمعیت دارد.